# Columnea isernii
Columnea isernii är en tvåhjärtbladig växtart som beskrevs av José Cuatrecasas. Columnea isernii ingår i släktet Columnea och familjen Gesneriaceae. Inga underarter finns listade i Catalogue of Life.